# Vanessa Kirby
Vanessa Nuala Kirby (født 18. april 1988) er en engelsk skuespillerinde. For sin rolle som Prinsesse Margaret i dramaserien The Crown fra Netflix, vandt hun en British Academy Television Awards for bedste kvindelige birolle og blev nomineret til en Primetime Emmy Award for bedste kvindelige birolle i en dramaserie.
Hun har også medvirket i flere teaterproduktioner og har fået tre nomineringer til Ian Charleson Awards, hvor Matt Trueman fra Variety beskrev hende som "den fremragende teaterkuespillerinde i sin generation, der er i stand til de mest uventede valg"."
Hun fik bredere anerkendelse for sine roller i actionfilmene Mission: Impossible - Fallout (2018) og Fast & Furious: Hobbs and Shaw (2019).
For sin hovedrolle i modtog hun kritisk anerkendelse og vandt Volpi Cup for Bedste skuespillerinde ved Filmfestivalen i Venedig 2020 blev nomineret til bedste kvindelige hovedrolle ved Critics' Choice Movie Award, BAFTA Award, Screen Actors Guild Award, Golden Globe, Oscaruddelingen.
Kirby blev født 18. april 1988 i Wimbledon, London, til den tidligere Country Living-tidsskriftredaktør Jane og urolog Roger Kirby. Hun har to søskende Joe og Juliet. Skuespillerne Vanessa Redgrave og Corin Redgrave var venner af familien.
Efter at være blevet afvist af Bristol Old Vic Theatre School tog hun et sabbatår hvor hun rejste. Derefter studerede hun engelsk ved University of Exeter.

## Karriere

### 2009 - 2014: Tidligt arbejde og teaterproduktioner
Kirby afslog sin plads på London Academy of Music and Dramatic Art, da hun underkrev en aftale med en talentagent, og mødte teaterdirektøren David Thacker, der gav hende tre hovedroller i 2009 på Octagon Theatre, Bolton
i All my Sons af Arthur Miller, Gengangere af Henrik Ibsen og En skærsommernatsdrøm af William Shakespeare.
I 2011 spillede hun Isabella på Royal National Theatre i Women beware Women af Thomas Middleton, instrueret af Marianne Elliott, sammen med Harriet Walter og Harry Melling.
Derefter spillede hun hovedrollen i Som man behager af William Shakespeare på Leeds Playhouse. Samme år havde hun sin tv-debut i BBCs The Hour.
Hun spillede Estella i BBCs miniseriefilmatisering af Great Expectations.
Hun spilleder derefter Masha i den anerkendte teaterproduktion af Benedicgt Andrews af Tre Søstre på Young Vic i september 2012.
Hun filmede The Rise i begyndelsen af 2012. Filmen fik premiere på filmfestivalerne i Toronto og London til gunstige anmeldelser og vandt den bedste debutkategori til instruktør Rowan Athale.
I 2013 vendte Kirby tilbage til National Theatre for at spille dronning Isabella i Edward II overfor John Heffernan.
I sommeren 2014 spillede hun Stella i Omstigning til Paradis, og samarbejdede igen med Benedict Andrews på Young Vic, sammen med Gillian Anderson som Blanche og Ben Foster som Stanley.
Hun vandt i kategorien Bedste kvindelige birolle ved Whatsonstage Awards, der er stemt på af publikum, i 2014. Kirby spillede også med i Richard Curtis' romatiske komedie About time.

### 2015 - Nu: Filmroller og international anerkendelse
I 2015 spillede hun med i Everest, The Dresser og i maj samme år blev hun castet til rollen som Prinsesse Margaret i Netflixs første originale britiske tv-serie The Crown. Hun blev valgt efter casterne havde ledt i seks måneder.
For denne rolle blev hun nomineret til en BAFTA Award i 2017, og vandt prisen året efter for sæson to i 2018. Kirby spillede Elena i Robert Ickes produktion af Onkel Vanya på Almeida Theatre i 2016.
Gennem slutningen af 2010'erne spillede Kirby med i flere film som John Boormans efterfølger til hans Hope and Glory (1987) Queen and Country (2014), Wachowskiernes Jupiter Ascending (2015) og Kill Command (2016).
I 2018 spillede Kirby titelrollen i Polly Stenhams Julie, en adaption af August Strindbergs Frøken Julie på National Theatre. Kirby har siden spillet med i to action-franchisefilm, Mission: Impossible - Fallout overfor Tom Cruise og Fast & Furious: Hobbs and Shaw sammen med Dwayne Johnson og Jason Statham.
I 2020 portrætterede Kirby en sorgramt kvinde i Kornél Mundruzcós engelske debut Pieces of a Woman, en film, der portrætterede et ægteskabs nedbrydelse.
Hun vandt Volpi Cup for Bedste skuespillerinde ved Filmfestivalen i Venedig 2020, hvor filmen havde premiere. Hun blev senere nomineret ved flere filmprisuddelinger.
Kirby er også klar til at gengive sin dobbelte rolle som Alanna Mitsopolis og White Widow i filmene Mission Impossible 7 (2021) og Mission Impossible 8 (2022).